# Muhammad ibn Jakub al-Kulajni
Abu Dżafar Muhammad ibn Jakub ibn Ishak al-Kulajni ar-Razi (arab. ‏الشيخ محمد بن يعقوب بن إسحاق الكليني الرازي‎, ur. 864 w pobliżu Rej,  zm. 940/941 w Bagdadzie) – perski uczony muzułmański, szyita, autor najbardziej znanego i wysoko cenionego przez szyitów zbioru tradycji pt. „Kitab al-Kafi”, będącego częścią czterech głównych prac-zbiorów hadisów islamu szyickiego. 

## Życiorys
Urodził się w wiosce Kolejn, w pobliżu miasta Rej w Iranie i pobierał nauki w miejscu urodzenia. Następnie udał się do Bagdadu, aby tam uczyć i wykładać. Skodyfikował zbiór tradycji, jest także autorem wielu prac na temat islamu. Zmarł w 940/941. Pochowany w Bagdadzie.

## Dzieła
Oprócz zbioru hadisów Kitab al-Kafi, który przetrwał do naszych czasów w całości, Al-Kulajni jest autorem wielu innych, zaginionych prac:
- Kitab ar-Ridżal;
- Ar-Radd ala al-Karamita;
- Rasa’il al-A’imma;
- Az-Zajj wa al-tadżammul;
- Ad-Dawadżin wa ar-rawadżin;
- Al-wasa’il;
- Fadl al-Kuran.